# Richard Booth
Richard George William Pitt Booth (Hay-on-Wye, Gales; 12 de septiembre de 1938-Cusop (Herefordshire), 20 de agosto de 2019) fue un político y librero británico, conocido por su contribución a la fama de Hay-on-Wye como centro de la venta de libros de segunda mano. Él mismo se autoproclamó «rey de Hay».

## Biografía
Estudió en la Escuela Rugby de la Universidad de Oxford.
En 1961 abrió una tienda de libros de segunda mano en Hay-on-Wye, en la antigua estación de bomberos y su ejemplo fue seguido por otros haciendo que en los años 70, Hay-on-Wye fuese internacionalmente conocida como la «Ciudad de los Libros».
El 1 de abril de 1977, Richard Booth proclamó Hay «reino independiente» con él mismo como rey Richard Cœur de Livre —es decir, «Ricardo Corazón de Libro»— y su caballo como primer ministro. Este truco publicitario consiguió una gran cobertura en las noticias y el resultado fueron diversas secuelas como los pasaportes que se expidieron.
El 1 de abril de 2000 Booth prosiguió con la investidura de «La Casa de los Lores de Hay» y creó 21 pares hereditarios para el Reino de Hay.
El Festival Literario de Hay fue otra secuela del floreciente número de librerías de la ciudad, al que actualmente se estima que acuden 500 000 turistas al año. En reconocimiento a sus servicios al turismo, Richard Booth fue nombrado miembro de la Orden del Imperio Británico en la Lista de Honor de Año Nuevo de 2004. En agosto de 2005, Richard Booth anunció que estaba vendiendo su librería de Hay para mudarse a Alemania. A marzo de 2008, la librería continúa bajo el control del rey de Hay.
En los años 80 se casó en segundas nupcias con Hoope Stuart, una fotógrafa independiente. En 1999, publicó su autobiografía, Mi reino de Libros, con la ayuda de su hijastra Kucia Stuart.
Booth fue miembro del Partido Laborista Socialista en la circunscripción de Gales en las elecciones al Parlamento Europeo de 2009.